# Горски извор (област Хасково)
 Тази статия е за селото в Община Димитровград.  За селото в Област Кърджали вижте Горски извор (Област Кърджали).  
Горски извор е село в Южна България. То се намира в Община Димитровград, област Хасково.

## География
През южната част на селото преминава малка, непълноводна и безименна река, водеща началото си от Светлинските гористи възвишения. В непосредствена близост след село Светлина, тя е заустена в едноименен язовир. Течейки в посока югозапад-североизток преминава през селото и в близост до село Добрич се влива в река Банска, чрез която достига до река Марица.
Общата площ на землището на село Горски извор е 44 379 дка., като върху 2500 дка е разположено самото село, а останалите са в по-голямата си част обработваеми земи, пасища, множество язовири и малко гори. Климатът и агрометеорологичните условия благоприятстват доброто развитие на земеделието и животновъдството.

### Транспортни връзки
Селото е разположено на трансевропейския път Е80 и отстои на 15 км северозападно от областния град Хасково в посока Пловдив, до който разстоянието е 60 км. Граничи със землищата на селата: на север Ябълково, североизток Крум и Добрич, изток Каснаково и Клокотница, югоизток Гарваново, юг Сусам и Светлина, югозапад Бодрово, запад Върбица, северозапад Сталево. Като шосеен възел, селото има отлична шосейна връзка с намиращия се на 50 км южно гр. Кърджали и с общинския център Димитровград отстоящ на 11 км източно. Връзка с автомагистрала "Тракия" (А1) се осъществява на пътен възел "Плодовитово" - 31 км. Връзка с автомагистрала "Марица" (А4) на пътен възел "Крепост" - 15 км. Най-близката железопътна станция отстои на 6 км северно, в с. Ябълково и съществува още от времето на Османската империя, на построената тогава Баронхиршова железница. Другата близка жп станция е тази в с. Скобелево. На север от землището на селото е разлято коритото на река Марица. Двата най-близки моста на р. Марица са тези в с. Скобелево и в Димитровград.

## История
Поселения в околностите на сегашното село са съществували от дълбока древност. Първите следи от съзнателна човешка дейност са на възраст повече от 5 хилядолетия. Съхранени са и множество артефакти от тракийската, римската, византийската и османската епоха. ...... Артефакти в Хасковския музей(РИМ - Хасково): Брадви, чукове, амулети, идоли от меднокаменната епоха. Микенска бронзова рогата рапира, XV - XIV в. пр.н.е., къснобронзова епоха. Керамика от Ранножелязната епоха. Сребърно гобеле от гробницата на могила № 1 от тракийския могилен некропол край селото - края на V - нач. на IV век пр.н.е. Антични монети. Колесница от I-II век. Средновековни монети, печати, фибули, енколпиони. ...(Снимки)
На територията на землището му е бил българският лагер на войските на Иван Асен II в битката при Клокотница (9 март 1230 г.). Манастира. Проклятието: „Както хвърленият камък не се завръща, тъй и кир Тодор да се не върне“ .... Командният пункт на българският цар бил разположен на близкия връх "Хасара" край сегашното село Сталево.
Името на селото е буквален превод от старото турско название Коручешме(koru çeşme) и произлиза от „извор в гората“, а не, както доста често се допуска, от „Куручешме“ (kuru çeşme), т.е. „суха чешма“. И сега в центъра на селото, в Азмака, може с лопата да се изкопае за няколко часа кладенец – на два-три метра водата извира и няма спиране. Селото е било разположено първоначално около извор в огромна вековна гора и оттам е получило името си. С това си име се споменава от европейските пътешественици по нашите земи за първи път през последната четвърт на XVI век, като близко до по-голямото село Карапазарли.
Има запазени множество свидетелства за опити да се побългари името на селото още преди Освобождението. Например учители от селото още през 1873 година са използвали в кореспонденцията си названието „Лесово чешме“ и са споменавали за вече съществуващо читалище с малка библиотека, както и за фолклорно-събираческа дейност между селяните.
Сегашното си име, Горски извор, селото приема със „Закон за променение названията на села“ от 20.11.1906 г.(Обн., ДВ, бр. 281 от 21.12.1906 г.).
Запазена е интересна легенда в няколко разнообразни варианта, за откриването на този горски извор от овчар от съседното, вече изчезнало село, Бариево.
Сегашното селище се формира по времето на османска власт.
Има множество версии, кога точно е основано съвременното село. Една от тях е, че е възникнало по време на османските гонения на българите от Родопите. Селото, поради разположенито си на пътя за Цариград е било важен пукт за преминаване на султанската поща и е било с особен статут, което го е съхранило в известна степен от турските мародерства и кърджалиите. Края на XVIII в. – Разбойничество. Чумата. Хайдути – Кунчо и сина му, от четата на Дончо Ватаха. Участие в националноосвободителните борби. Просветна дейност. Училище от края на 40-те години на XIX в. Църковна дейност – Дървото-олтар, старата църквица, строеж на новата църква през 1853 – 1856 г. Съратници на Ангел Войвода – Гочо Гайдаджията, Грозю Ганев Гагънов – първата книга за Ангел. Карапазарли. Разорението и посрещането на руските войски. Знамето от руско-турската война в олтара (сега в Хасковския исторически музей). Опълченци от селото.
След Освобождението селото се развива доста успешно. От Съединението до наши дни в почти половината Народни събрания на България е имало и има депутати с произход от Горски извор. Участие в Сръбско-Българската война, двете Балкански войни и Първата световна война.
При избухването на Балканската война в 1912 година трима души от Горски извор са доброволци в Македоно-одринското опълчение.
Фелдшерски здравен участък открит през 1901 г. и обслужващ още 10-ина села. От 1915 остава само за Горски извор, а през 1936 прераства в селска здравна служба, завеждана от лекар. Участъкова ветеринарна амбулатория от 1911 г. Основаване на БЗНС – 1906 г. Телеграфо-пощенска служба открита през 1922 г. Селото е сред първите, в което са започнали т.н. „Женски бунтове“ по време на Европейската война. Изселване на семейства. Участие в движенията през 20-те години. Митьо Ганев и Политическа чета „Христо Ботев“. Културно-просветна дейност. Две сгради на училище. Народно Начално Училище „Св. св. Кирил и Методий“ от 1878 г. до 1914 г., след това Народно Основно. Учители. През 1941 г. построена нова сграда за второ училище – Квартално НОУ „П. К. Яворов“, функционирало до 1957 г. Участие в антифашистката съпротива, политемигранти в СССР. Участие на 175 души от ГИ и Светлина във ВСВ. Осем убити. Стопански отношения. Маслобойни, мелници, дараци, петмезници. Земеделски кредитни кооперации „Нива“ от 1907 г. и „Братство“ от 1921 г. Ученическа кооперация „Подкрепа“ основана през 1931 г. и съществувала до 1951 г.
След 9. IX. 1944 г. селото претърпява бурно и многостранно развитие.
Общинското управление с. Горски извор продължава своята дейност като административно учреждение. Последният кмет Иван Кирев предава властта на Кирю Дяков, избран за председател на ОФ комитет. Още същия месец за кмет е избран Тодор Василев Райчев, родом от селото, с висше образование. След него от 1946 г. кмет става Райко Симеонов Илчев.
През септември 1946 г. се провежда референдум за отхвърляне на монархията, а през октомври същата година – избори за Велико народно събрание за изработване на нова конституция.
На 7 юли 1945 г. се взема решение да се образува Земеделски стопански отдел към Кредитната кооперация „Братство“. През септември в отдела членуват 72 домакинства, притежаващи 2822 дка земя. През 1951 г. в резултат на проведената масовизация в стопанството влизат още 512 домакинства от Горски извор и земеделските стопани от с. Светлина. От 1950 г. отделът се обособява в самостоятелно Трудово кооперативно земеделско стопанство (ТКЗС) и приема името на комунистическия функционер и бивш министър-председател на НРБ Васил Коларов. ТКЗС-то обработва 30 327 дка. земя, построява три селскостопански двора със свинеферма, овцеферма, кравеферма и птицеферма. Изграждат се няколко по-големи и множество микроязовири, насаждат се лозя и овощна градина. Електрификация на селото през 1947 г. Радиофикация през 1948 г. През 1948 г. се създава на Общинско Стопанско Предприятие „Местпром“ с предмет на дейност мелене на брашно, преработка на слънчогледово семе и продажба на спиртни напитки.
С Указ 794 на Президиума на Народното събрание от 24.09.1949 г.(Обн., ДВ, бр. 224 от 28.09.1949 г.) селото става общински център. Като община просъществува до 1978 г., когато с Указ 2295 на Държавния съвет на НРБ от 22.12.1978 г.(Обн., ДВ, бр. 101 от 26.12.1978 г.) преминава към община Димитровград.
През 1952 г. в селото се създава Опитна Станция по сортоизпитване. Направено е селскостопанско летище и специализирана площадка с градобитни установки, покриващи голям периметър от околностите. Пчеларско дружество. Построяват се детска градина, нова сграда на селския съвет, автоспирка. Откриват се множество магазини – кооперативни, за промишлени стоки, нова фурна, обществена баня и др. По същото време се изграждат сладкарници, ресторант, аптека и бензиностанция. В нови сгради са разположени здравната служба със зъболекарски кабинет, ветеринарна лечебница и пощенска станция с радиовъзел. Селско кино със стационарна киномашина от 1951 г., и обслужващо съседните няколко села с подвижен кинопрожекционен апарат. Две училища през 50-те. Надстрояване и разширение на ОУ „Св. св. Кирил и Методий“. Опитно поле към училището. Собствен родилен дом от 1948 до 1962. Занаятчийска производителна кооперация „Желю Дяков“ от 1964 г. за извършване на битови услуги на населението. Към нея функционират следните отдели: текстилно-бояджийски, шивашки за мъжко облекло, шивашки за дамско облекло, плетачен, обущарско-сарачески, строително-бояджийски, радио-технически и бръснаро-фризьорски.
През 70-те години се създава етнографска сбирка, прераснала през 1976 г. музей с уредник Илия Данков. Телефонизация.
През 1985 г. е завършено 98% от асфалтирането на улиците, изцяло са уредени тротоарите и 100% улично осветление. Няма неводоснабдени къщи, като почти всички са включени в канализацията за отпадни води.
....

## Население, език, вероизповедание
Населението на Горски извор е изцяло и единствено с източноправославно вероизповедание и българско етническо самосъзнание. В селото е издигнат внушителен православен храм, а в близките околности функционират два православни параклиса. Интересна история има построяването на селската църква. Султански ферман, хитрости при „откриване“ на стара църква. Строеж с ангария от селото. Зографи от Чирпан. Настоятели и ктитори. Дострояване на притвора. Зографи от Хасково (снимки). Свещеници, списък. Служели са по двама енорийски свещеника едновременно, а преди Освобождението до трима .....
В началото на 30-те години на ХХ век има опит за създаване на общество на Движението „Свободни братя“ – сродно с баптизма и изповядващо кръщение само на възрастни хора, но без платени пастири и служители и каквато и да е йерархия. Просъществува кратко време и се саморазпада.
Говоримият и писмен език от всички жители е български.
Преди около 80 години е допуснато от местните и се е формирала малка „Циганска“ махала от 12 – 15 къщи, от пришълци, жителите на която се самопричисляват изцяло към българския етнос по имена, език, вероизповедание и съзнание и които никога не са се конфронтирали или делили по какъвто и да е признак от останалите селяни на Горски извор.
Статистика за населението, според официалните преброявания по години:
Година – Брой жители
1880 – 1875
1887 – 1985
1892 – 1964
1900 – 2134
1907 – 2539
1926 – 3034
1934 – 3437
1944 – 3995
1946 – 3588
1956 – 3349
1965 – 3043
1975 – 2691
1985 – 2765
1992 – 2030
1998 – 1860
2001 – 1816
2005 – 1391
2011 – 1366
2022 - 1217

## Природни и културни забележителности
Горските природни дадености на селото са останали сега само в името, тъй като е заобиколено само от полета. Вековните гори, в които някога е възникнало сегашното село са унищожени отдавна.
В центъра на селото, между църквата „Св. Вмчк. Георги Победоносец“, Кметството и Народно читалище „Пробуда - 1896“, е разположен стар, красиво оформен и добре поддържан парк. В централната част на парка е запазена малка кула, църковна камбанария, която е била част от старото килийно училище, разрушено в края на 30-те години на ХХ век.
Също там е разположен издигнатият през 1955 г. Паметник на загиналите седмина жители на Горски извор и един на с. Светлина във Втората фаза на Втората Световна Война през 1944 – 1945 г.
Паркът заема най-ниската и богата на води местност „Азмака“, там където се е зародило съвременното село, в който функционират две чешми и кладенец. Местността е била изпълнена със стотици каруци пръст, за да се издигне и е била определена за селско хорище в 20-те години на ХХ век. В началото на основната алея е издигната постоянна естрада, на която традиционно на 6 май, денят на светеца-покровител на селската църква се провежда Регионален събор – надпяване на битовите самодейни групи „Заедно на Гергьовден“ и на който се събират по 25 до 30 самодейни групи от околните общини.
В западния край на централния площад е издигнат през 1930-е г. един уникален за България паметник на „Българката – майка и войнишка вдовица“, посветен на загиналите в Балканската, Междусъюзническата и Първата световна войни. Представлява каменна фигура на забрадена млада жена, прегърнала осиротяло пеленаче в ръце и отправила взор в посока на земите, за чието обединение с България 144 горскоизворчани оставиха кости от 1912 до 1918 година. Композицията е разположена върху 10 метров постамент, облицован с бял камък, в основата на който са изписани имената на почти всички загинали. В съответствие с името на селото, там течеше чешма, която не бе възобновена при цялостната реставрация и консервация на паметника през 2004 – 2005 година.
Читалището в селото, сега с името „Пробуда - 1896“ е създадено преди Освобождението и е едно от първите в региона, съществувало със сигурност през 1871 г., но за сега все още първия открит учредителен документ за създаването на читалището е от 1896 г. и това е вписано в името му при пререгистрацията. През 1952 г., с общите усилия на селяните, с дарени финансови средства и върху безвъзмездно дарено от местния родолюбец Паско Богданов място в центъра на селото е построена собствена двуетажна читалищна сграда с киносалон, библиотека и административни помещения. Най-дългогодишен секретар на читалището е бил Кирил Иванов Георгиев. Към края на 2022 г. председател на читалищното настоятелството е Тодорка Н. Милчева, а секретар е Галина Б. Гераскова. Читалището има солидна библиотека с повече от 12 500 тома, развива библиотечна дейност и има повече от 120 редовни читатели. Широко застъпена е художествената самодейност. Читалищната фолклорна самодейна група "Георги Фершелов", наречена на родения в селото певец и фолклорната танцова група "Извор", са участници в десетки фестивали и прегледи на художествената самодейност. Носители са на множество награди и призови места в ред конкурси из цялата страна. Клубът на самодееца работи по програма „Заедно на Гергьовден“ и "Празник на тиквата". Форма на образователна читалищна дейност е сформираният „Поетичен клуб Иван Николов“, именуван на родения в селото поет. Клубът е инициатор и организатор на поетичния конкурс "Есенни щурци" . Членове на клуба са поетите Илия Желязов, Бояна Драгиева, Йордан Кирев, Делка Захариева. Към читалището функционира и „Клуб Трета възраст“.

## Празници и събори
Ежегодно на 6 май тържествено се отбелязва денят на светеца-патрон на селската църква „Св. Вмчк. Георги Победоносец“. Провеждат се църковни служби и се освещава голям курбан, за здраве, в двора на църквата, в изграден специално за целта навес с маси и открита кухня. Успоредно с това, в същия парк тече и събор на групи за изворен фолклор.

На 40-ия ден след Великден, винаги в четвъртък, в местността Бобина язма – източно от селото, се отбелязва със събор деня на Славното Възнесение Господне. С възнесението Си Иисус завършил делото на спасението. За всички повярвали в Него, Спасителят открил небето, за да могат всички да станат съобщници на Неговия живот, да бъдат изкупени и спасени. Затова българският народ му е дал название с дълбок религиозен и богословски смисъл – Спасовден, Денят на Спасителя. 
 Съборът е със стара традиция. Местността е в близост до мястото на сражението между войските на българския цар Йоан Асен II с тези на епирския деспот Теодор Комнин. Старо предание разказва, а и още личат в близост остатъците от руините на средновековен православен манастир.  Около 1868 г. там е построен параклис с останалите от строежа на църквата в селото камъни. След Първата световна война, за успокоение душите на убитите по фронтовете за България местни селяни, е каптиран близък извор, чиято вода преминава през параклиса и изтича в изградена том чешма. През 2004 г. мястото се облагороди – изгради се беседка с маси, реновира се и голямата чешма отстояща срещу параклиса, като се възобнови и традиционни я събор на Спасовден, който събира множество хора. През 2005 г. мястото е включено в туристическа екопътека.
Големият общоселски събор е установен на „Свети дух“ (Св. Троица) и се провежда ежегодно в дните отбелязващи църковният празник Петдесетница. Празникът е свързан по смисъл с честването на Петдесетница. На този ден църквата прославя Светата Животворна Троица – Бог-Отец, Бог-Син и Бог-Дух Свети, които имат равно божеско достойнство. От години хората посрещат роднини и гости в събота и неделя, а на самия ден, който винаги е в понеделник, се прави общоселски курбан край старинния едноименен параклис, строен преди Освобождението и разположен южно над селото, в покрайнините на малка гора (Корийката). На събора са гостували десетки виртуозни изпълнители на автентичен фолклор, тракийски сватбарски оркестри, съвременни поп фолк певци, популярни артисти и шоумени. 
На 17 юни 2019 г.(празника Св. Дух) в близост до параклиса с дарения на местни хора, радетели на християнската вяра е осветен издигнатия там десетметров кръст в който има вграден друг, триметров светещ кръст, видим от километри разстояние.

## Личности
Родом от Горски извор
Отец Станчо Кожухаров (1827 – 1897) – учител, краевед, фолклорист
Тодор (Божидар) Запрянов (1836 – 1879) – учител, преводач, революционер, опълченец, първи градоначалник на Хасково след Освобождението
Кою Димов Атанасов (1850 – 1940) – опълченец в РТОВ.
Свещеник Станил Хубенов Котов (1846 – 1924) – дългогодишен учител и свещеник, събирач на старини и фолклорни образци
Станил Паяков (1900 – 1979) – кавалджия в триото „Тракийска тройка“
Митьо Ганев Орманов (1900 – 1925) – „Последният Войвода“

Стальо Георгиев Панев - Япончето (24.04.1900 - 25.06.1925) - полит-агитатор на БКП, арестуван и инквизиран през септември 1923 г., арестуван, пребит и убит без съд през юни 1925 г. в Хасковския полицейски участък. През 1950 г. на Стальо Панев е именувано, като Сталево, близкото съседно село Преслав, тъй като той е бил негов жител.
Паньо Игнатов (1898 - 1925) - сподвижник на лявата идея, ятак на ОПЧ "Христо Ботев", след продължителни инквизиции от властите убит без присъда
Желю Дяков Панушев (24.01.1894 - 01.05.1925) - учредител на комунистическа група в с. Горски извор през 1920 г., ятак на ОПЧ "Христо Ботев", разстрелян без съд в Хасково
Ангел Георгиев Бакалов (04.03.1898 - 17.06.1925) - земеделец, ратувал за единение с комунистите. Арестуван след априлския атентат през 1925 г., инквизиран в полицията в Хасково и в безпомощно състояние изхвърлен от прозореца на участъка, при което загива.
Атанас Иванов Мешов - убит през 1926 г.
Димо Филипов - загинал, като политемигрант в СССР, през 1938 г. при сталинските репресии.
Петю Димов Пиронков (20.11.1911 – 22.02.1944) – партизански ятак, разстрелян без съд и присъда край с. Драгор, Пазарджишко.
Тенчо Хубенов Мутафов (21.01.1922 – 07.10.1943) – деец на РМС, съден за конспирация и разстрелян край Хасково.
Паско Пенев Богданов – читалищен благодетел
Иван Тенчев Койчев – читалищен деятел
Илия Данков Илиев (1909 – 1995) – учител, краевед
Тодор Желев Димов (1921 – 2001) – началник на ВВАУ „П. Волов“ в Шумен и на управление ВУЗ в МНО, генерал-майор.
Иван Николов (1937 – 1991) – поет, преводач, журналист
Никола Пилев (1937 – 2009) – поет, есперантист, икономист
Георги Иванов Фершелов (1942 - 2010) – народен певец
Георги Делчев Бакалов – разработчик на щурмова карабина „Бакалов“ и други оръжия. 
Харалан Иванов Хараланов – учител, читалищен благодетел 
Делчо Николов – общественик, спомогнал за благоустрояването на селото през 80-те години

Живели, учили и работили в Горски извор
Добри Генович – възрожденски учител
Нестор Марков (1836 – 1916) енциклопедична личност
Иван Милев (1897 – 1927) – български художник (гледащ ни всеки ден от съвременните петолевки)

Македоно-одрински опълченци от Горски извор
- Вълчо Петев, Продоволствен транспорт на МОО, постъпил на служба на 23 ноември 1912, уволнен на 12 май 1913 по болест[7]
- Георги Щерев, Продоволствен транспорт на МОО, постъпил на служба на 23 ноември 1912, уволнен на 10 август 1913[8]
- Тенчо Петков, Продоволствен транспорт на МОО, постъпил на служба на 23 ноември 1912, уволнен на 10 август 1913[9]

Загинали през Втората световна война жители на село Горски извор
Димитър Николов Калинов (20.06.1910 - 14.01.1945) – убит край с. Чехи, Унгария.
Марин Начев Атанасов (1924 - 12.03.1945)
Никола Грозев Николов (02.08.1922 - 31.03.1945) – убит край Шомодчичо, Унгария.
Стайко Найдев Радичев (20.04.1923 - 31.03.1945) – убит край Шомодчичо, Унгария.
Иван Николов Пилев (28.01.1919 - 03.04.1945) – убит край Долни Видовец, Унгария.
Марчо Георгиев Пеев (01.09.1920 - 13.04.1945) – убит край с. Св. Дурад, Хърватска.
Иван Вълчев Атанасов (01.02.1921 - 14.04.1945) – убит край с. Долни Михоляц, Хърватска.
Ангел Марчев Киряков (14.02.1910 - 15.04.1945) – убит край с. Станитинец, Хърватска.